# Герман Леопольд Цунк
Герман Леопольд Цунк (Hermann Leopold Zunck; 1818—1877) — російський бібліотекар і педагог німецького походження; доктор філософії.
Народився 1 (13) квітня у місті Торн (нині Торунь, Польща). Навчався в Лейпцизькому університеті, де отримав звання доктора філософії.
У 1844 році Цунк приїхав в Росію і в 1859 році був зарахований до Міністерства народної освіти Російської імперії, при якому перебував до 1863 року.
У 1864 році Цунк був визначений молодшим помічником хранителя музею Імператорського Ермітажу. Під час роботи на цій посаді він склав каталог картинної галереї Ермітажу.
У 1871 році Цунк був призначений бібліотекарем Імператорської публічної бібліотеки (нині Російська національна бібліотека), завідувачем відділень белетристики і філології, з залишенням на колишній посаді.
У 1872 році російський імператор Олександр II призначив доктора Цунка домашнім учителем німецької мови своїх дітей.
Герман Леопольд Цунк помер 3 (15) жовтня 1877 року в місті Санкт-Петербурзі.